# Lesotho na letních olympijských hrách
Lesotho na letních olympijských hrách startuje od roku 1972. Toto je přehled účastí, medailového zisku a vlajkonošů na dané sportovní události.

## Účast na Letních olympijských hrách
| Dějiště LOH            | LOH      | Vlajkonoš               | Zlatá medaile | Stříbrná medaile | Bronzová medaile | Celkem |
| ---------------------- | -------- | ----------------------- | ------------- | ---------------- | ---------------- | ------ |
| 1972 Mnichov           | LOH 1972 | Motsapi Moorosi         |               |                  |                  | 0      |
| 1976 Montréal          | 1976     |                         |               |                  |                  | Ne     |
| 1980 Moskva            | LOH 1980 | nebyl                   |               |                  |                  | 0      |
| 1984 Los Angeles       | LOH 1984 | Mochochonono Mokhutlole |               |                  |                  | 0      |
| 1988 Soul              | LOH 1988 | nebyl                   |               |                  |                  | 0      |
| 1992 Barcelona         | LOH 1992 | nebyl                   |               |                  |                  | 0      |
| 1996 Atlanta           | LOH 1996 | Jessie Mathunta         |               |                  |                  | 0      |
| 2000 Sydney            | LOH 2000 | Mokete Mokhosi          |               |                  |                  | 0      |
| 2004 Athény            | LOH 2004 | Lineo Mochesane         |               |                  |                  | 0      |
| 2008 Peking            | LOH 2008 | Simon Maine             |               |                  |                  | 0      |
| 2012 Londýn            | LOH 2012 | Mamorallo Tjoka         |               |                  |                  | 0      |
| 2016 Rio de Janeiro    | LOH 2016 | Mosito Lehata           |               |                  |                  | 0      |
| 2020 Tokio             | LOH 2020 | dobrovolník             |               |                  |                  | 0      |
| 2024 Paříž             | LOH 2024 |                         |               |                  |                  | x      |
| Celkem                 | 12       |                         | 0             | 0                | 0                | 0      |
| Zdroj na Olympedia.org |          |                         |               |                  |                  |        |